# Jean-Philippe Desbordes
Pour les articles homonymes, voir Desbordes.
Jean-Philippe Desbordes, né le 10 décembre 1969 à Paris, est un journaliste, essayiste français, condamné pour pédocriminalité.
Mis en examen en septembre 2020 pour violences et privation de soins sur les filles mineures de sa compagne ainsi que pour viols avec actes de barbarie sur l'une d'elles et sur une de ses élèves, il est condamné à vingt ans de réclusion criminelle.
Son procès a révélé que son parcours professionnel reposait sur des diplômes et certifications jamais obtenus,,.

## Carrière
(novembre 2024).
- 1989- : journaliste, spécialisé en investigation. Domaines : nucléaire, pétrole, services secrets, alimentation, santé, environnement[4].
- 1988-1992 : reporter pour des radios locales de Radio France, France Info.
- 1992-2005 : pigiste presse écrite : Actuel, Le Canard enchaîné, InfoMatin, L’Événement du Jeudi, Libé Le Magazine[5], Charlie hebdo.
- 1992-2005 : reporter TV. La Marche du Siècle, Pièces à conviction, Envoyé spécial, Le vrai journal, Arte info, Arte reportage[6].
- 1991-2006 : réalisateur : Arte, France 3, France 2, France 5[6].

Il publie plusieurs essais.
Il est chargé de cours au pôle audiovisuel de l'université de Marne-la-Vallée.
Dans le sud de la France, il dirige l'association ONE SHOT proposant plusieurs ateliers dont : « Maitrise de soi, renoncer à la violence, accepter l’autorité ». Il se présente comme professeur d'« aïki-thérapie » (thérapie par l'aïkido), une « pratique respiratoire » de son invention pour apprendre à se « libérer » afin d'être pleinement soi-même,. Présenté comme un expert, différents plateaux de télévision et de radio (dont Europe 1, Cnews et France Culture) l'invitent pour partager son savoir au public et pour promouvoir ses livres.

## Formation
Son procès en novembre 2024 montre que ses diplômes sont usurpés, :
- Doctorat d’anthropologie sociale (EPHE-Collège de France).
- DEA d’anthropologie sociale (EHESS. Paris).
- Diplôme de l’École des Hautes Études en Sciences Sociales (EHESS, Paris).
- Licence d’Histoire.

## Affaire judiciaire
En septembre 2020, Jean-Philippe Desbordes est arrêté à son domicile dans l'Orne, avec l'aide des policiers de la BRI. Il est jugé en novembre 2024 par la Cour d'assises de l'Ariège, pour des faits qui se sont produits entre 2017 et 2020, notamment au domicile familial près de Bélesta, et après une première plainte de victime en 2020,.
Il lui est reproché des violences et des actes de barbarie sur certaines élèves de son cours ; des violences, tortures et privations de soins sur les trois filles mineures de sa compagne, alors âgées de 9 ans, 14 ans et 16 ans ; des viols avec actes de barbarie sur l'une des filles de sa compagne (à quelque 700 reprises en un an), ainsi que sur une élève.
Il est condamné à vingt années de réclusion criminelle. Son ancienne compagne, aide-soignante de 55 ans (lors du procès) et mère d'une des victimes, est jugée pour complicité dans ces mêmes faits, et condamnée à cinq années d'emprisonnement.
Répondant au malaise exprimé par des journalistes, Dov Alfon et la direction de Libération reconnaissent en décembre 2024 avoir modifié, contrairement aux faits, la présente page de Wikipédia.

## Essais
- Atomic Park. A la recherche des victimes du nucléaire, Actes Sud, 2006, 515 p. (ISBN 978-2742759002)
- Mon enfant n'est pas un cœur de cible : Télévision, marketing et aliénation, Actes Sud, 2007, 220 p. (ISBN 978-2742771530)
- Les cobayes de l'apocalypse nucléaire : Contre-enquête inédite sur les victimes des essais français, Editions L'Express, 2011, 270 p. (ISBN 978-2843436956)
- Management Circus : Une critique du management à l'époque postmoderne, Actes Sud, 2012 (ISBN 978-2742798964)
- Et si vous respiriez un peu mieux ? L'art de vivre aïki, éditeur First, mai 2018, 264 p.